# Marjorie Cox Crawford
Marjorie Elizabeth Cox, coniugata Crawford (Bowral, 1903 – Sydney, 1983), è stata una tennista australiana.

## Biografia
Durante la sua carriera, giunse in finale nel singolare  all'Australian Open nel 1931 perdendo contro Coral McInnes Buttsworth in tre set (1-6, 6-3, 6-4). Negli anni precedenti, nel 1926 e 1929 mancò l'appuntamento alla finale fermandosi alle semifinali.
Per quanto riguarda il doppio, vinse nel 1932 l'Australian Open, esibendosi con Coral McInnes Buttsworth e battendo la coppia formata da Kathrine Le Mesurier e Dorothy Weston, con un doppio 6-2.
Suo marito era il tennista Jack Crawford.